# Carlos Desio
Carlos Alberto Desio (Córdoba, Argentina; 25 de enero de 1973) es un exfutbolista y entrenador argentino. Actualmente dirige al Club Cienciano de la Liga 1 de Perú.

## Biografía
Carlos Desio nació en Corral de Bustos, donde se inició en un club de su localidad. Tiene dos hermanos, Jorge y Hermes Desio, los cuales también están relacionados al fútbol. Hermes se desempeñó como futbolista en Argentina y España, mientras que Jorge es el actual Asistente Técnico de Jorge Sampaoli.

## Trayectoria

### Como futbolista
Desio inició su carrera en las divisiones inferiores del Sporting Club de Corral de Bustos. En 1990, fue llamado por el Club Atlético Independiente, donde empezó jugando en las reservas del club. Hizo su debut absoluto como centrocampista en 1993. También logró el Torneo Clausura 1994 de la Primera División de Argentina con Independiente, pero decidió dejar el club debido a la poca continuidad que tenía. Luego tuvo actuaciones en el Club Defensores de Cambaceres y en el club donde realizó inferiores, el Sporting Corral de Bustos, durante 1996 y 1998. Jugó pocas veces antes de retirarse del fútbol profesional prematuramente debido a fuertes lesiones. Finalizó su carrera deportiva en el Club Alumni de Casilda de las categorías regionales, siendo dirigido por su hermano Jorge en el año 2000, donde ambos coincidieron con Jorge Sampaoli , quien en ese momento era entrenador del Club Aprendices Casildenses de la misma categoría.

### Como entrenador
Desio comenzó su carrera directiva en su club natal, el Sporting Club de Corral de Bustos, haciéndose cargo de los equipos juveniles y del primer equipo en los torneos regionales. Luego es llamado por Jorge Sampaoli para unirse al cuerpo técnico de la Selección Chilena en 2012 como analista audiovisual. Después es presentado como asistente técnico en la selección chilena sub-20. Regresó a Argentina en 2015 para ser director técnico de las divisiones inferiores del Club Atlético Talleres de Córdoba.
En julio de 2017, Desio fue nombrado asistente de Pablo Aimar en la Selección de fútbol sub-17 de Argentina. Posteriormente tomó las riendas como director técnico de la Selección de fútbol sub-15 y de la sub-19 de Argentina. 
En diciembre de 2018, vuelve con Sampaoli como su asistente técnico en Santos Fútbol Club, hasta fines de 2019.
Desio siguió con Sampaoli en Atlético Mineiro hasta febrero de 2021, donde el entrenador rescindió contrato y tomaron caminos distintos.
El 1 de junio de 2021 fue nombrado por primera vez como director técnico de primera división, Desio tomó las riendas del Club Deportivo Binacional de la Liga1 de Perú, en donde acabó en la posición N°16 y terminó perdiendo la promoción con FC Carlos Stein, pero debido a un reclamo al TAS de parte del Club San Martín, el equipo se mantuvo en primera división.
El 3 de diciembre de 2021 Desio fue nombrado entrenador de Sport Huancayo, con el cual estuvo cerca de llevarse el título del Torneo Apertura 2022 de Perú, quedando en segunda posición. Desio rescindiría contrato con el club debido a desacuerdos con los directivos después de la fecha 6 del Torneo Clausura 2022.
Para la temporada 2023, Carlos Desio fue presentado por el Club Alianza Atlético como su nuevo Director Técnico para la Liga 1 2023; sin embargo, se le rescindió el contrato debido a las discretas cifras conseguidas en el Torneo Apertura 2023.
En noviembre de 2023 Desio fue anunciado como entrenador de la Asociación Deportiva Tarma para afrontar la temporada 2024 de la Liga 1 y la Copa Sudamericana. En su estadía sumó 18 partidos, con 8 victorias, 4 empates y 6 derrotas, incluyendo el partido por la fase previa de la Copa Sudamericana, donde perdió en penales 4-3 ante Deportivo Garcilaso. Desio y su comando técnico dejaron sus cargos al finalizar el Torneo Apertura debido a problemas de salud y familiares.
En diciembre de 2024, se anunció que Desio regresaría a ADT con miras a la temporada 2025, en la que el equipo competirá en la Liga 1 2025 y la Copa Sudamericana.
A inicios del año 2025, confirmo su salida del club ADT, para firmar por 5 años por el Club Cienciano, luego de la eminente eliminación de ADT de la Copa Sudamericana, entrando así a un nuevo ciclo como DT de Cienciano.

## Clubes

### Como futbolista
| Club                     | País      | Año          |
| ------------------------ | --------- | ------------ |
| Independiente            | Argentina | 1990 - 1995  |
| Defensores de Cambaceres | Argentina | 1996 - 1997  |
| Sporting Club (CdB)      | Argentina | 1998? - 1999 |
| Alumni de Casilda        | Argentina | 2000         |

### Como asistente técnico
| Club                       | País      | Año         |
| -------------------------- | --------- | ----------- |
| Sporting Club (CdB)        | Argentina | 2010        |
| Selección Chilena sub-20   | Chile     | 2012 - 2015 |
| Talleres (inferiores)      | Argentina | 2015 - 2017 |
| Selección Argentina sub-17 | Argentina | 2017        |
| Santos FC                  | Brasil    | 2019        |
| Atlético Mineiro           | Brasil    | 2020 - 2021 |

### Como entrenador
| Club                 | País | Año           |
| -------------------- | ---- | ------------- |
| Deportivo Binacional | Perú | 2021          |
| Sport Huancayo       | Perú | 2022          |
| Alianza Atlético     | Perú | 2023          |
| ADT                  | Perú | 2024-2025     |
| Club Cienciano       | Perú | 2025-presente |

## Palmarés

### Como futbolista
| Título          | Club          | País      | Año  |
| --------------- | ------------- | --------- | ---- |
| Torneo Clausura | Independiente | Argentina | 1994 |